# Gamasiphis ellipticus
Gamasiphis ellipticus är en spindeldjursart som beskrevs av Wolfgang Karg 1996. Gamasiphis ellipticus ingår i släktet Gamasiphis och familjen Ologamasidae. Inga underarter finns listade i Catalogue of Life.